# Claude Lorrain
Claude Lorrain pravog imena Claude Gallé ili Claude Lotarinžanin (Champagne, 1600. - Rim, 23. studenog 1682.) bio je francuski slikar i grafičar baroka, koji je djelovao pretežito u Rimu. On je jedan od prvih važnih umjetnika, osim njegovih suvremenika iz slikarstva „nizozemskog zlatnog doba”, koji se koncentrirao na slikarstvo krajolika. 
Bio je učenik i suradnik rimskog slikara Augustina Tassija, s kojim je izveo dekoracije u Villi Medici u Firenci. Na njegovo slikarstvo snažno su, osobito u početnoj fazi, utjecali flamanski i nizozemski slikari koji su živjeli u Rimu.
Do kraja 1630-ih prepoznat je kao vodeći pejzažist u Italiji, koji je naplaćivao visoke cijene za svoj rad. Njegova platna su postupno postala veća, ali s manje likova, pažljivije oslikana, i proizvedena po nižoj cijeni. Od 1640. pod utjecajem je bolonjskoga slikara Domenichina (osobito njegovih krajolika).
Brojni imitatori preuzeli su njegovu shemu herojskog krajolika i poetsku uporabu svjetla, obično pri zalasku ili izlasku sunca, ali bez primjene nosivih elemenata njegova slikarstva. Znatno je utjecao na suvremenike (nizozemske slikare u Rimu), engleske i francuske slikare od polovice 18. do polovice 19. stoljeća (John Constable, William Turner, C. Corot)On je prethodnik francuskog slikarstva krajolika 19. stoljeća, od barbizonaca do impresionista. U tretmanu krajolika blizak mu je slikar Camille Corot.

## Djela
Claude Lorrain stvara barokni tip krajolika, a motivima i detaljima iz prirode daje epsko obilježje, obično predstavljajući prizor iz Biblije ili klasične mitologije (osobito likove iz Ovidijevih Metamorfoza i Vergilijeve Eneide). Slika velike kompozicije prigušenim tonovima smeđe, srebrne i zlaćane boje s jakim efektima. U krajolike uklapa mitološke pastoralne prizore i biblijske likove, te elemente rimske arhitekture kao što su antičke ruševine i morske luke uokvirene raskošnim palačama (Krajolik s lukom, 1634.; Luka s prizorom ukrcaja sv. Uršule na brod, 1641.; Svadba Izaka s Rebekom, znana i kao Mlin, 1648.; Krajolik sa Psihom pred Kupidovom palačom, 1664.). Lorrainov idealizirani način slikanja krajolika bio je i ostao glasovit, zbog formalnoga savršenstva i neprolazne kakvoće.
Bio je plodan autor crteža olovkom i vrlo čestih jednobojnih „ispranih” akvarela, obično smeđih ali ponekad i sivih. Kredu ponekad koristi za pod-crtavanje, obično bijelu za isticanje u različitim medijima, a rjeđe druge boje poput ružičaste. Slikao je veliki broj skica, uglavnom krajolika i očito vrlo često izvedenih na licu mjesta (Tivoli, 1640.); njima su se uvelike divili i utjecali su na brojne druge umjetnike. Zatim postoje studije za slike, raznih stupnjeva dovršenja, mnoge očito izvedene prije ili tijekom procesa slikanja, ali druge možda nakon što je slika završena, kao što je Knjiga istine (Liber Veritatis, 1635.–'40).
Izveo je više od 40 bakropisa, često pojednostavljene verzije slika, uglavnom prije 1642. Oni su tada bili jako korisni, ali se sada smatraju znatno manje važni od njegovih crteža. Također, u svojoj ranoj karijeri slikao je freske, koje su odigrale važnu ulogu u izgradnji njegova ugleda, ali su sada gotovo sve izgubljene.
U Strossmayerovoj galeriji Hrvatske akademije znanosti i umjetnosti (HAZU) u Zagrebu nalazi se slika Talijanski krajolik, koja se pripisuje slikarskomu krugu Claudea Lorraina.
- Luka u sutonu (1639.), Louvre, Pariz
- Umjetnik proučava prirodu (1639.), Cincinnati Art Museum
- Odlazak sv. Uršule (1641.), Nacionalna galerija, London
- Pejzaž s Apolonom i Merkurom (1645.), Galerija Doria Pamphilj, Rim

## Vanjske poveznice
- www.ClaudeLorrain.org  Arhivirana inačica izvorne stranice od 24. studenoga 2009. (Wayback Machine) 149 djela Claudea Lorraina
- Claude Lorrain na Web Gallery of Art